# Thijssengracht
De Thijssengracht is een kanaal in de Nederlandse provincie Overijssel.
De Thijssengracht loopt van het Molengat via het Kanaal Beukers-Steenwijk bij Giethoorn naar het Giethoornsche Meer. Ten zuiden van het kanaal ligt het natuurgebied De Wieden met de Grote Otterskooi, een door Natuurmonumenten beheerde eendenkooi van 30 hectare. Aan de noordzijde van het kanaal liggen de Polder Giethoorn en de Polder Halfweg. Oorspronkelijk deed de Thijssengracht dienst als transportweg voor het vervoer van turf uit het gebied. Op een zeventiende-eeuwse kaart van Nicolaas ten Have staat de Thijssengracht (als Tijsjessloot) ingetekend als een van de vier waterverbindingen naar het Giethoornsche Meer. Min of meer evenwijdig aan de Thijssengracht lopen de Bouwerssloot (Bouwersgracht), de Cornelis Harmszsloot (Cornelisgracht) en de Suydergraft (Zuidergracht of Jan Hozengracht). De Thijssengracht is - evenals de drie andere grachten - genoemd naar de toenmalige eigenaar. De kanalen werden later verbonden door de Dwarsgracht. De Thijssengracht doet dienst ten behoeve van de recreatieve pleziervaart en is onderdeel van het stelsel van vaarwegen in Noordwest-Overijssel.

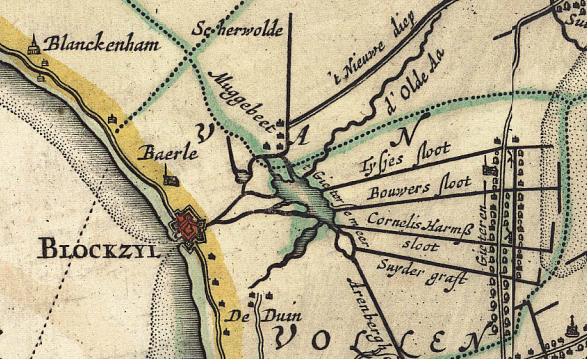
Detail van een 17e-eeuwse kaart van Overijssel door Nicolaas ten Have, deze kaart dateert uit 1690, maar is een kopie van een kaart uit 1642
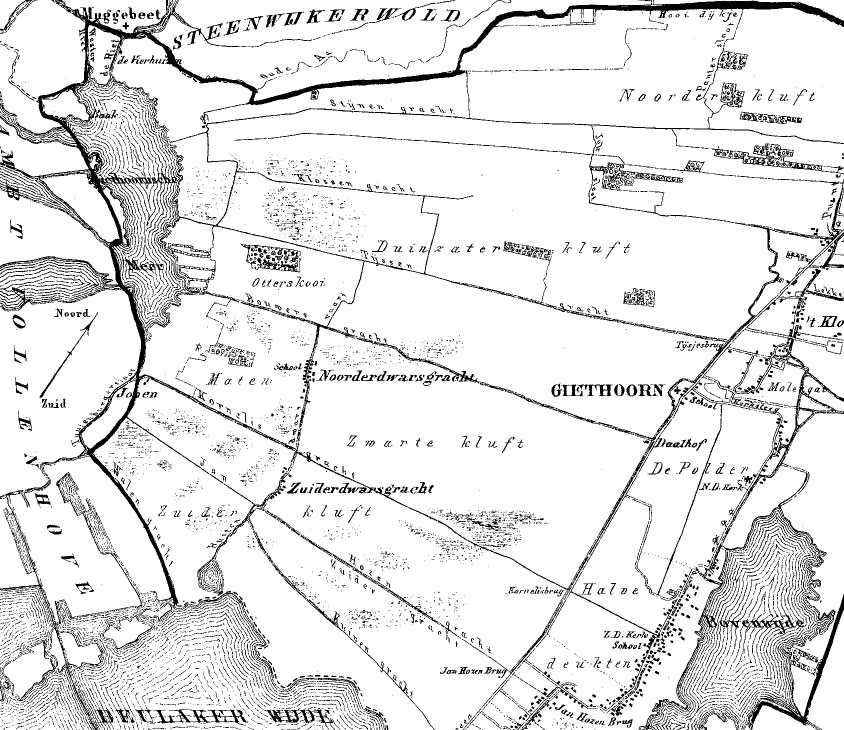
Detail een kaart uit de gemeenteatlas van Jacob Kuyper, omstreeks 1865-1870